# Генрі ван Схайк
Генрі ван Схайк (нід. Henri van Schaik, 24 липня 1899 — 19 серпня 1991) — нідерландський вершник.
Срібний призер Олімпійських Ігор 1936 року в командному конкурі.